# Blaqk Audio
Blaqk Audio es un grupo musical estadounidense de música electrónica y dark electro formado por los integrantes de AFI Davey Havok y Jade Puget, formado en 2001.

## Historia
La banda de Davey Havok y Jade Puget, AFI ha ido incluyendo elementos sintetizados en sus álbumes recientes; Sing The Sorrow de 2003 y Decemberunderground de 2006 son 2 ejemplos. Estos elementos sintetizados son aparentes en canciones como "Death Of Seasons" y "37mm". En la edición de agosto de 2006 de Guitar World, Puget dice que "37mm" y "Love Like Winter" fueron originalmente parte del proyecto alternativo Blaqk Audio.
Havok sostiene que él cree que el concepto de Blaqk Audio comenzó en algún punto entre 2001 y 2002. El proyecto fue olvidado por un extenso periodo antes de ser revivido el 2006, cuando Puget trabajó en el proyecto de Blaqk Audio en los momentos de receso durante el Tour de AFI, escribiendo canciones antes de enviárselas a Havok para que el pusiera la lírica y la melodía a las canciones. Puget explicó que experimentaron con una multitud de sonidos desde el industrial al ambiental y fueron influenciados por una variedad de música electrónica El 1 de diciembre en Live105 tocaron un nuevo sencillo llamado "Cold War".
En enero de 2007 entraron al estudio de grabación para grabar algunas canciones del álbum CexCells el primero de la banda. El lanzamiento del disco fue el 14 de agosto de 2007. Su nombre es CexCells.
El primer sencillo es Stiff Kittens. Además de este, los integrantes han dado a conocer otras dos canciones, Bitter For Sweet y Semiotic Love que se pueden escuchar en el MySpace del dueto.
Días antes de su lanzamiento, el grupo hizo diversas presentaciones en las tiendas Hot Topic y también eventos con la radio KROQ, para dar a conocer su música.

## Discografía

### Álbumes de estudio
| Año  | Álbum | US | US Elec. |
| ---- | --- | -- | -------- |
| 2007 | CexCells - Lanzamiento: 14 de agosto de 2007 - Sello: Interscope - Formato: CD, descarga digital                                           | 18 | 1        |
| 2011 | Bright Black Heaven - Lanzamiento: 11 de septiembre de 2011 - Sello: Superball, Big Death - Formato: CD, Disco de vinilo, descarga digital | 43 | 12       |
| 2016 | Material - Lanzamiento: 15 de abril de 2016 - Sello: Blaqknoise/Kobalt Records - Formato: CD, Disco de vinilo, descarga digital            | -  | 21       |
| 2019 | Only things we love - Lanzamiento: 15 de marzo de 2019 - Sello: Kobalt Records - Formato: CD, Disco de vinilo, descarga digital            |    |          |
| 2020 | Beneath the Black Palms - Lanzamiento: 21 de agosto de 2020 - Sello: BMG - Formato: Disco de vinilo, descarga digital                      |    |          |
| 2022 | Trop d'amour - Lanzamiento: 16 de septiembre de 2022 - Sello: Blaqknoise - Formato: Disco de vinilo, descarga digital                      |    |          |

### Sencillos
| Año  | Título                              | US Alt. | US Dance | Álbum               |
| ---- | ----------------------------------- | ------- | -------- | ------------------- |
| 2007 | "Stiff Kittens"                     | 20      | 38       | CexCells            |
| 2012 | "Faith Healer"                      | -       | -        | Bright Black Heaven |
| 2016 | "Anointed"                          | -       | -        | Material            |
| 2016 | "First to Love"                     | -       | -        | Material            |
| 2016 | "You Spin Me Round (Like a Record)" | -       | -        | -                   |
| 2019 | "The Viles"                         | -       | -        | Only Things We Love |
| 2022 | "Blue Cherry"                       | -       | -        | Trop d'amour        |
| 2022 | "Cowboy Nights"                     | -       | -        | Trop d'amour        |
| 2022 | "Absolute Scenes"                   | -       | -        | Trop d'amour        |
| 2022 | "Father Figure""                    | -       | -        | -                   |

### Compilaciones
- Industrial Attack Vol.1 (2008) – "Mute"
- Industrial Attack Vol.2 (2008) – "Snuff on Digital"
- Underworld: Rise of the Lycans: Original Motion Picture Soundtrack (2009) – "Stiff Kittens (Jnrsnchz Blaqkout Remix)"
- New Tales to Tell: A Tribute to Love and Rockets (2009) – "No New Tale to Tell"

## Miembros
- Davey Havok – Voz
- Jade Puget – Teclado, Sintetizador, Coros